# Route européenne 20
Pour les articles homonymes, voir E20 et Route 20.
La route européenne 20 (E20) est une route reliant Shannon à Saint-Pétersbourg en passant par Dublin, Copenhague, Stockholm et Tallinn. La  route n'est pas continue, à trois points, une traversée maritime est nécessaire.

## Parcours

### Irlande
La première section de la route européenne 20 de l'aéroport de Shannon à Dublin via Limerick est longue d'environ 228 km. La section de l'aéroport de Shannon à l'est de Limerick est principalement à deux voies, avec une courte section d'autoroute. Le Tunnel Shannon qui a ouvert le 16 juillet 2010 a terminé le contournement de Limerick. La section de Limerick à Naas est une autoroute (M7), et la dernière section de Naas à Dublin est à deux voies (route nationale 7). Un ferry doit être utilisé de Dublin à Liverpool.

### Royaume-Uni
La route européenne 20 suit l'A5080 de Liverpool à Huyton, la M62 de Huyton à South Cave, et l'A63 à partir de South Cave à Kingston-upon-Hull. La longueur de route à travers le Royaume-Uni est de 205 km au total.
Il n'y a pas de ferry entre Kingston-upon-Hull et Esbjerg mais des Ferrys alternatifs sont possibles à partir de Harwich (à 350 km de Kingston upon Hull) ou de Immingham (à 48,3 km de Kingston upon Hull) jusqu'à Esbjerg par la société DFDS Seaways.

### Danemark
Au Danemark, la route européenne 20 est une autoroute à partir de Esbjerg jusqu'à l’Øresundsbron. La longueur de la partie danoise est de 315 km.
La route passe sur le pont du Grand Belt, qui se compose de deux parties de 6 km chacune.
Les ponts du Grand Belt Bridge et de Øresundsbron sont payants (plus de 30 €),. La route traverse la frontière entre le Danemark et la Suède au niveau du pont Øresundsbron.
Entre Køge et Copenhague la route a trois numérotations  européennes E 20, E 47 et E 55.

### Suède
En Suède, la route européenne 20 est une autoroute à partir du pont Øresundsbron à Malmö jusqu'à Nääs (à 30 km de Göteborg) longue de 320 km. En outre, il s'agit d'une autoroute majeure du tracé de Vretstorp (à 20 km à l'ouest de Örebro) jusqu'à Stockholm.
La partie suédoise de l'E 20 est longue de 770 km. Son parcours est partagé avec l'E 6 sur environ 280 km, avec l'E 18 sur 50 km  et avec l'E 4 sur 35 km.
La partie vers Stockholm a un trafic très important et inclut la route la plus fréquentée de Scandinavie, l'Essingeleden (environ 160 000 véhicules par jour). Il y a souvent des embouteillages sur ce tronçon et sur la partie de l'E 20 qui se trouve le centre de Stockholm. 
Un nouveau tunnel, le Norra länken, est en cours de construction au nord de la ville, qui sera une partie de l'E 20. 
Norra länken permettra d'alléger une partie de la congestion dans le centre de Stockholm, mais pas sur l'Essingeleden. Le tunnel devrait être achevé en 2015. S'il est construit, le contournement Förbifart de Stockholm doit détourner le trafic de l'Essingeleden.
Entre Stockholm et Tallinn un ferry part tous les jours, en prenant 15 heures de voyage. 
Le port de Värta est situé à Lilla Värtan, à environ 4 km au nord-est du centre-ville.

### Estonie
En Estonie, la route européenne 20 emprunte la route nationale 1 à Tallinn. Le tracé de l'E 20 est partiellement en autoroute sur une distance de 80,7 km jusqu'à Aaspere et entre Kohtla-Järve et Jõhvi (environ 7 km). La longueur totale de l'E 20 en Estonie est de 218 km entre Tallinn et la frontière russe au fleuve Narva.

### Russie
En Russie, l'E 20 emprunte l'A 180 entre Ivangorod et Saint-Pétersbourg sur une distance de 142 km. L'A 180 est une route à 2 × 2 voies. Les installations de contrôle à la frontière entre l'Estonie et la Russie ont un rôle de gestion du volume de trafic, le passage nécessite une réservation mais l'attente peut se prolonger durant plusieurs heures voire jours.

La route européenne 20 d'ouest en est
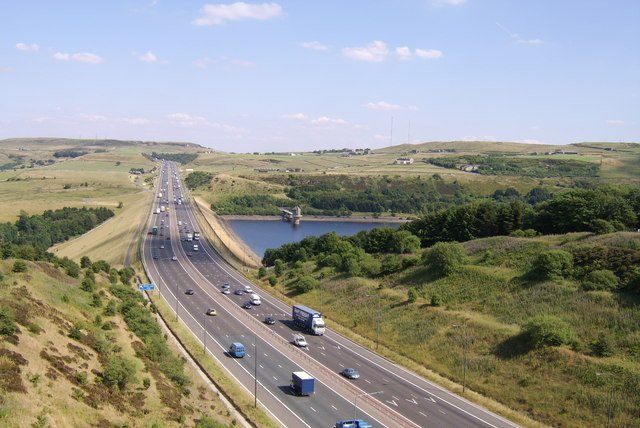
Dans le Yorkshire de l'Ouest au Royaume-Uni.
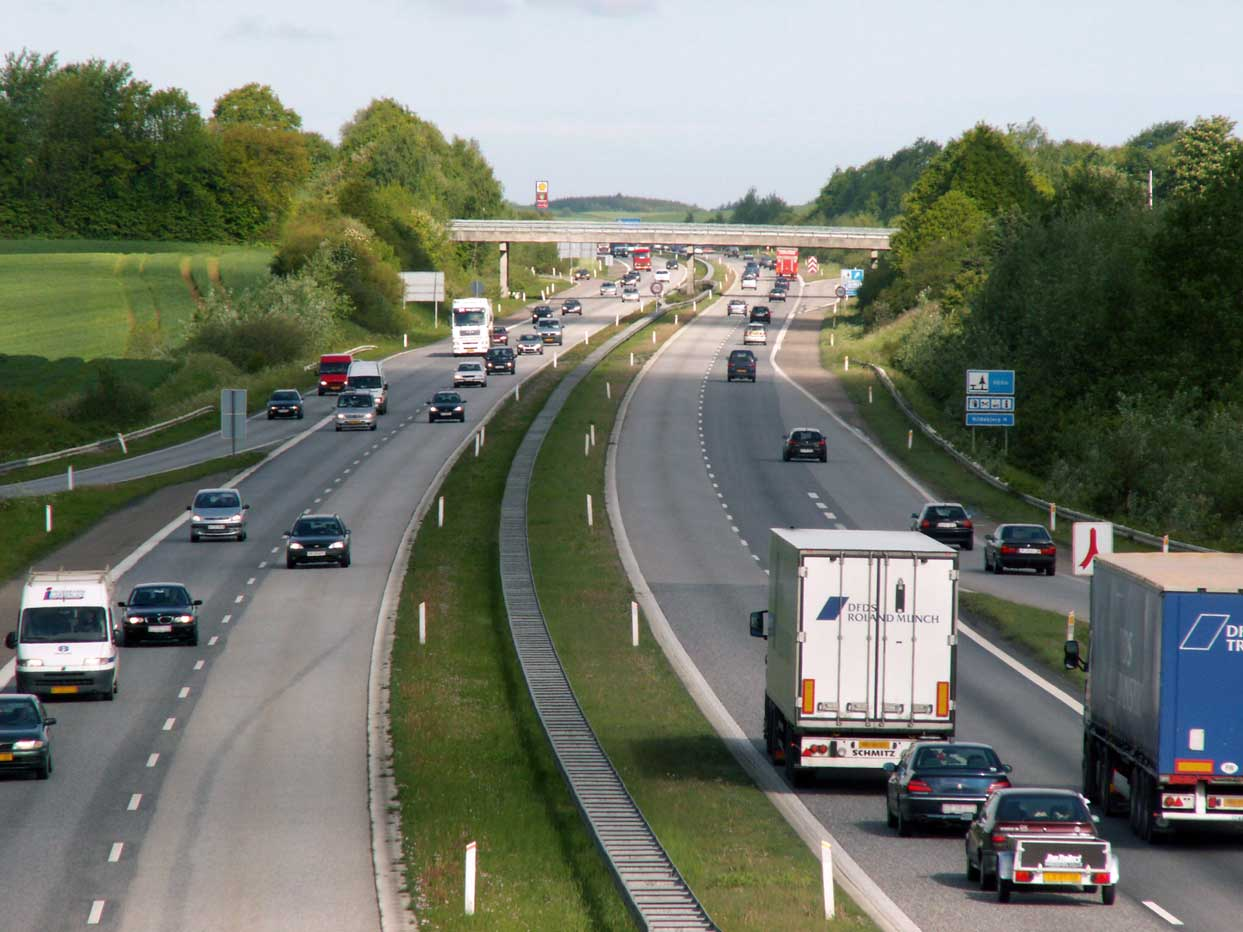
À Odense au Danemark.
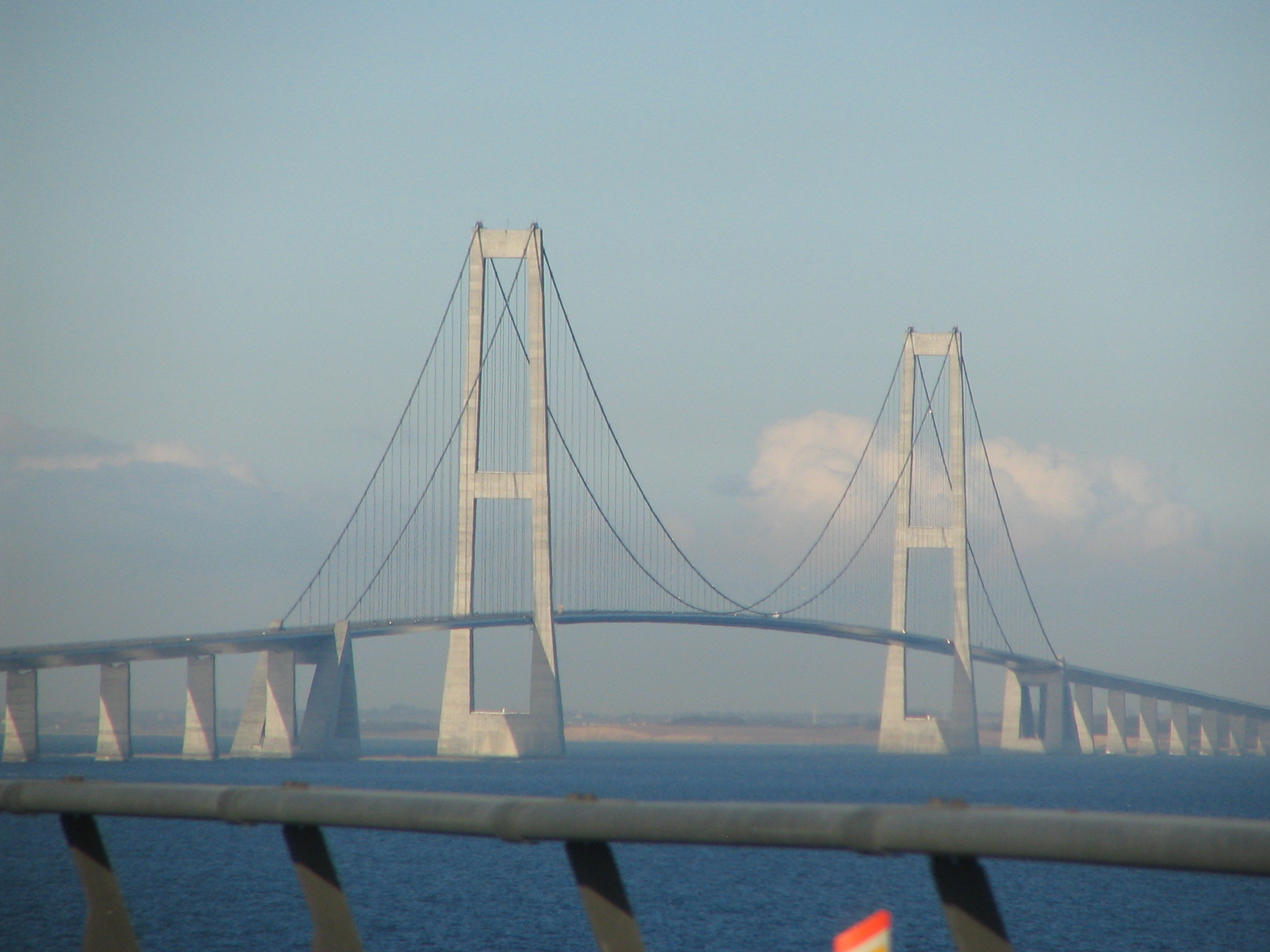
La liaison du Grand Belt au Danemark.
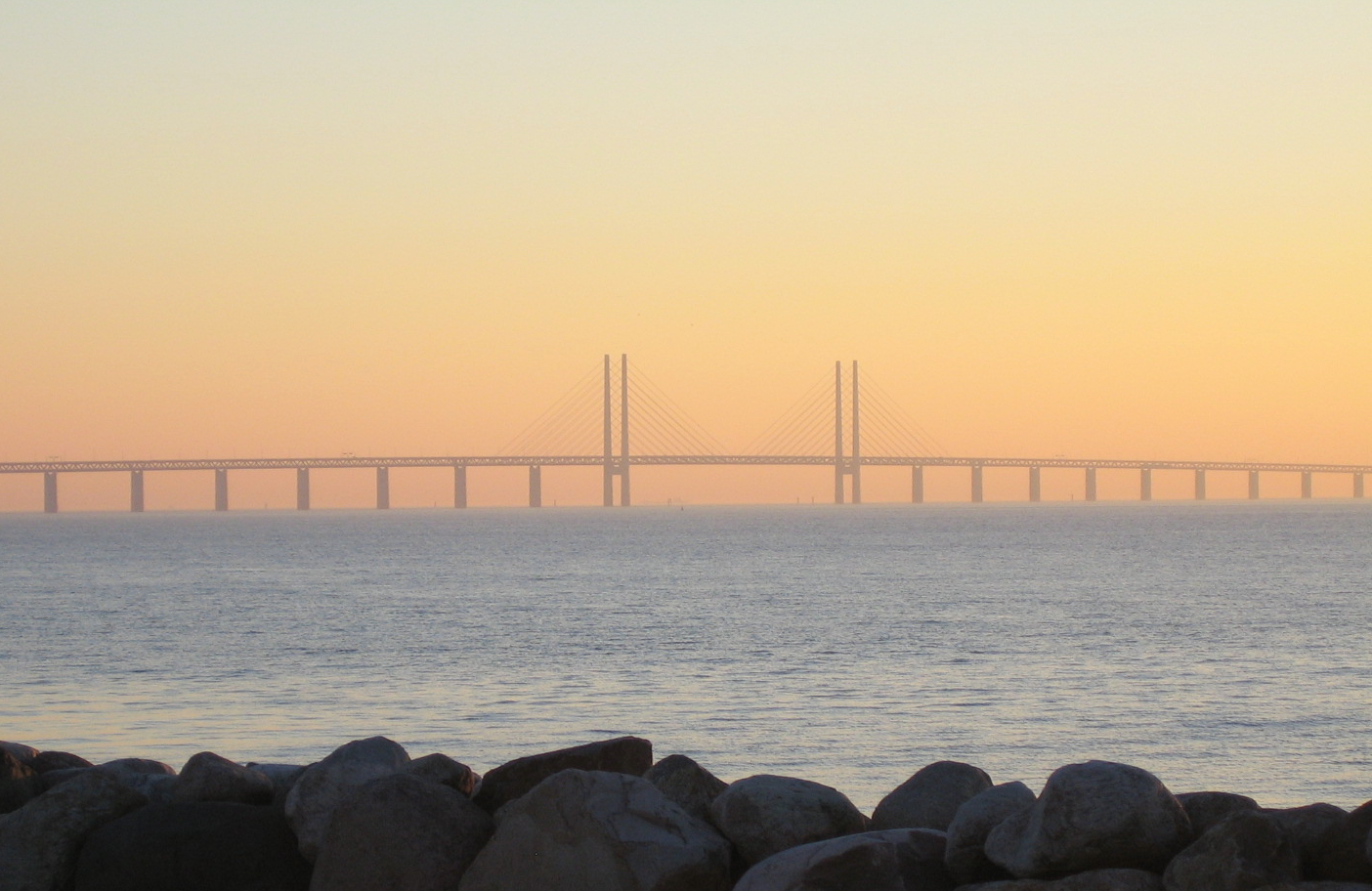
L'Øresundsbron, entre le Danemark et la Suède.

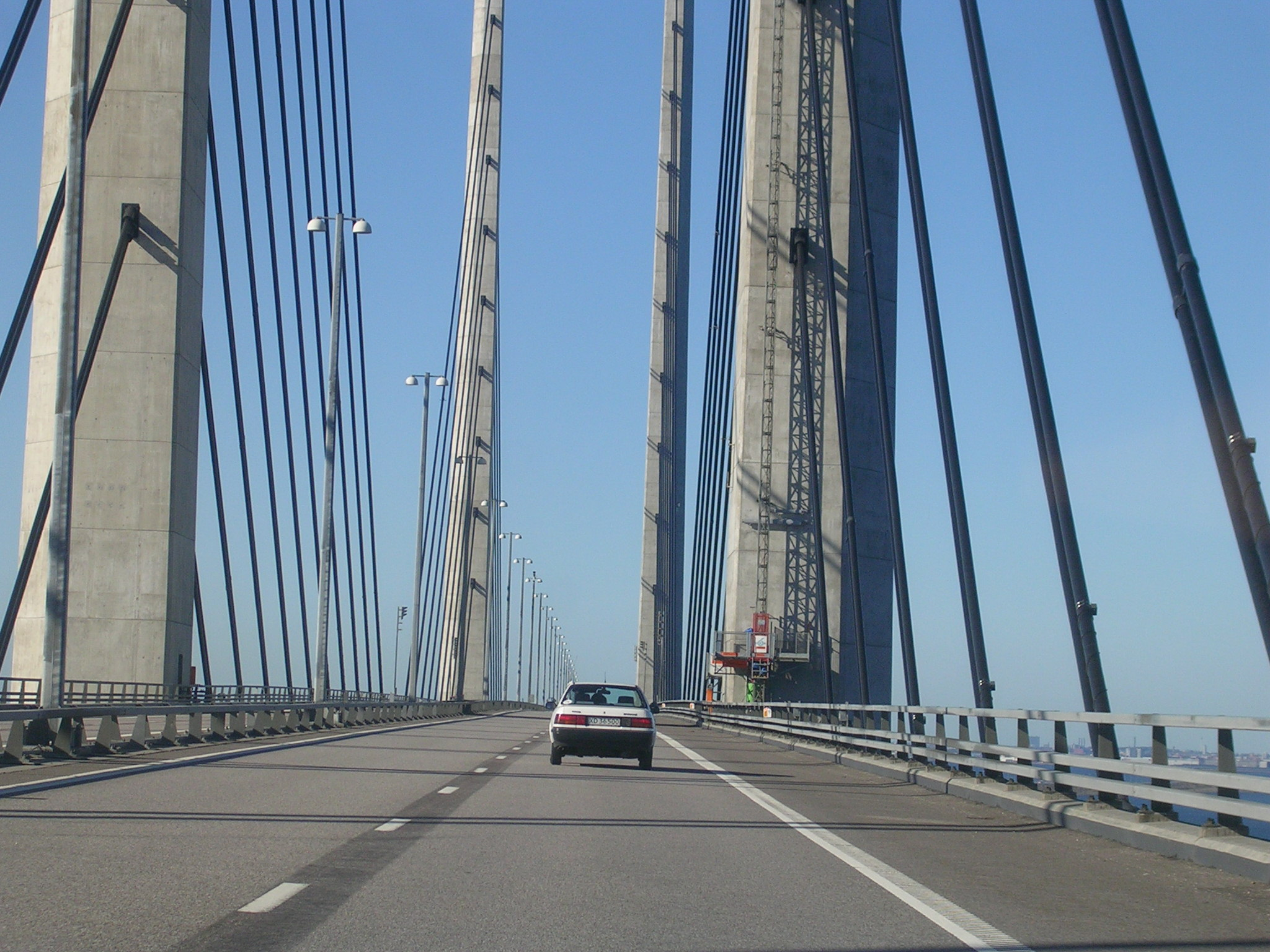
Sur l'Øresundsbron.
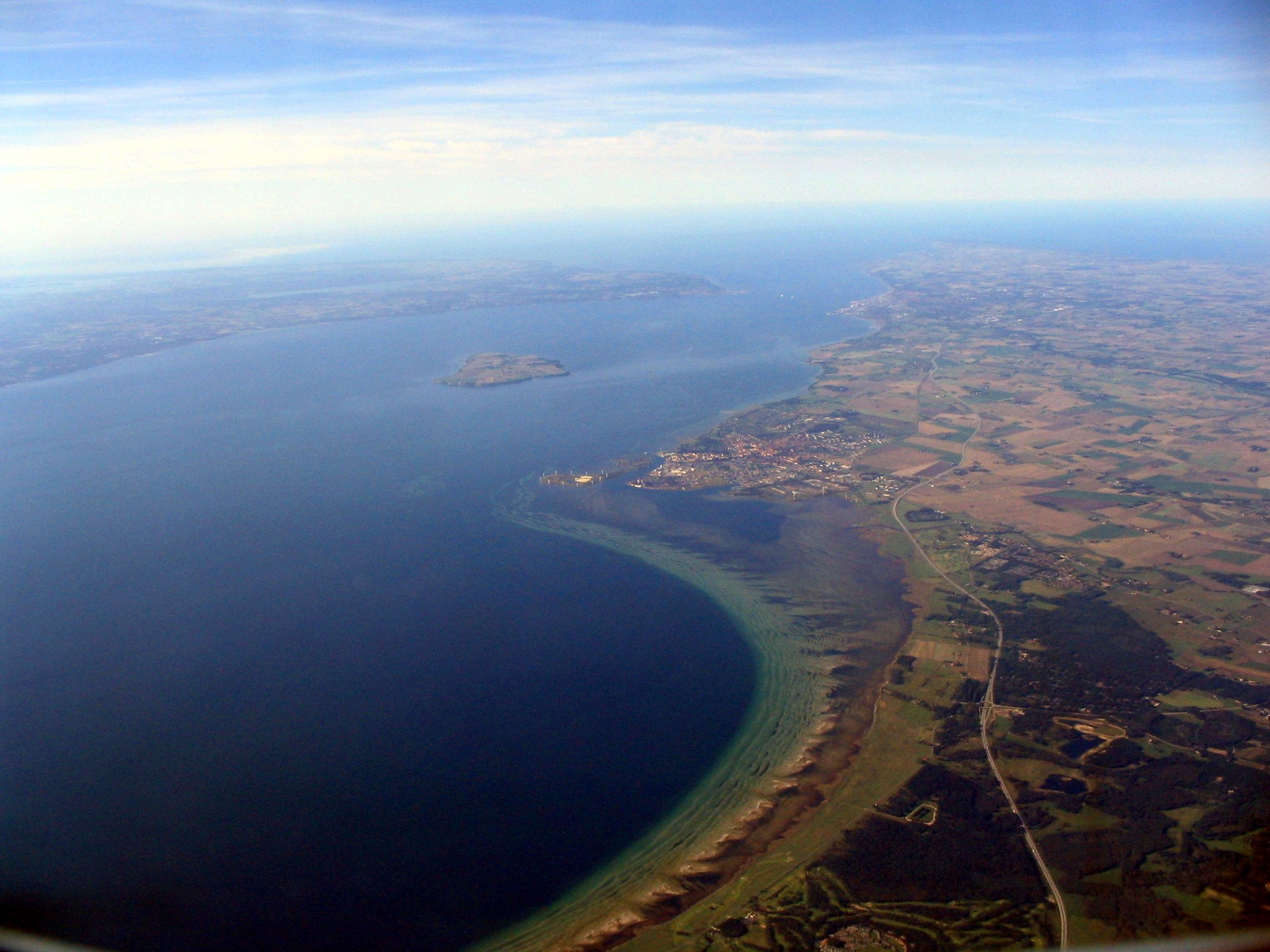
Entre Malmö et Helsingborg en Suède.
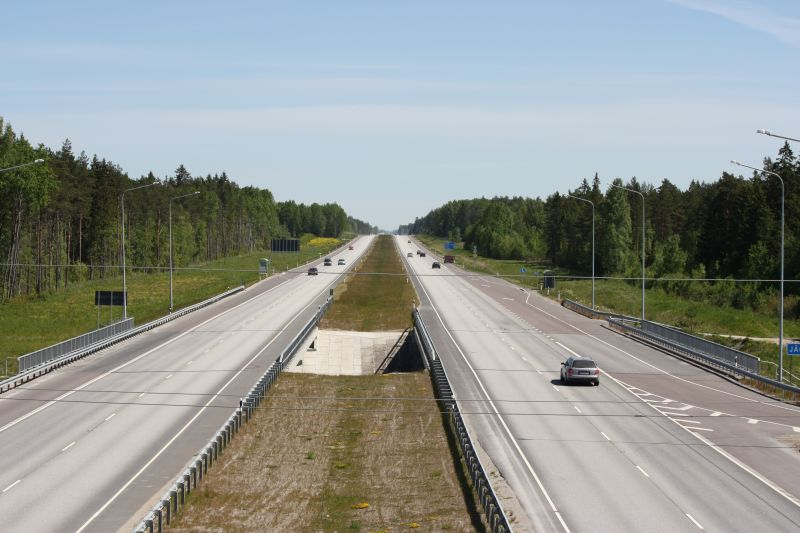
À Jägala, en Estonie.